# Стадион Драјв Пинк
Стадион Драјв Пинк (енгл. Drive Pink Stadium), раније Inter Miami CF Stadium, је фудбалски стадион у Форт Лодердејлу на Флориди. Изграђен на месту некадашњег стадиона Локхарт, стадион има 18.000 седишта и домаћи  је теренфудбалског клуба Интер Мајамија члана Мајор сокер лиге и његове резервне екипе МЛС Некст Про Интер Мајами ЦФ II. Стадион ДРВ ПНК је предвиђен као привремено место за ФК Интер Мајами до завршетка будућег стадиона Фридом Парк.
Стадион је главно седиште тима и његове омладинске академије, поред терена за даље тренинге.

## Историја
Форт Лодердејл страјкерси су 2016. године објавили да се селе са стадиона Локхарт,ref>Barszewski, Larry; Heizer, Pedro (14. 7. 2016). „Strikers leaving longtime home at Lockhart”. Sun-Sentinel (на језику: енглески). Архивирано из оригинала 04. 07. 2018. г. Приступљено 24. 5. 2018.</ref> након чега је стадион запуштен. У јануару 2019. тим за проширење Мејџор лиг сикер Интер Мајами ЦФ објавио је своје намере да настави са локацијом стадиона Локхарт који ће служити као игралиште за тренинг за његов први тим, омладинску академију и будући тим УСЛ лиге један (УСЛ1) Форт Лодердејл ЦФ. Градско веће Форт Лодердејла једногласно је одобрило понуду Интер Мајамија за локацију Локхарт стадиона у марту 2019. године. У априлу је градска комисија Форт Лодердејла одобрила Интер Мајамију да започне процес рушења.
Комисија града Форт Лодердејла је 9. јула 2019. године једногласно одобрила 50-годишњи уговор о закупу локације стадиона Локхарт са Интер Мајамијем, према условима споразума, град Форт Лодердејл ће задржати власништво над имовином, док ће Интер Мајами бити одговоран за изградњу, рад и одржавање нових објеката. Стадион треба да буде привремени објекат за Интер Мајами ЦФ до завршетка будућег стадиона Фридом Парк у центру Мајамија, франшиза за проширење је одобрена под условом да се са градњом стадиона у центру Мајамија заврши у року.
Дана 13. новембра 2019, Интер Мајами ЦФ је објавио да ће инаугурациони меч клуба бити заказан за 14. март 2020, против ЛА Галаксија. Због пандемије ковида 19, |МЛС сезона је паузирана. Форт Лодердејл јез бог тога одиграо први меч на новом стадиону са ФК Гринвил Триумф и изгубио са резултатом од 0 : 2. Интер Мајами ЦФ није играо домаће утакмице до 22. августа 2020. године, када је победио свог ривала ФК Орландо Сити са 3 : 2 у првом мечу МЛСа на стадиону.
Дана 8. априла 2021. године, објављено је да је Интер Мајами постигао споразум о правима имена са Аутонејшном, а споразум је званично објављен сутрадан. Стадион је означен као „ДРВ ПНК стадион”, што је повезано са кампањом за подизање свести о раку дојке компаније Аутонејшн.

### Фудбал
Дана 9. децембра 2020. године стадион је био домаћин прве међународне утакмице између фудбалских репрезентација Сједињених Држава и Салвадора. Сједињене Државе су победиле са резултатом од 6 : 0. Током МЛС сезоне 2021. године, ЦФ Монтреал је користио стадион да игра своје домаће утакмице од почетка сезоне након што су ограничења путовања спречила тим да игра своје мечеве у Монтреалу.
| Датум             | Домаћин           | Резултат            | Гост                     | Такмичење                                   | Гледалаца |
| ----------------- | ----------------- | ------------------- | ------------------------ | ------------------------------------------- | --------- |
| 9. децембар 2020. | Сједињене Државе  | 6 : 0               | Салвадор                 | Пријатељска                                 | 2.500     |
| 2. и 3. јул 2021. | Хаити             | 6 : 1               | Сент Винсент и Гренадини | Квалификације за Златни куп Конкакафа 2021. | TBD       |
| 2. и 3. јул 2021. | Гватемала         | 4 : 0               | Гвајана                  | Квалификације за Златни куп Конкакафа 2021. | TBD       |
| 2. и 3. јул 2021. | Тринидад и Тобаго | 6 : 1               | Монтсерат                | Квалификације за Златни куп Конкакафа 2021. | TBD       |
| 2. и 3. јул 2021. | Гваделуп          | 2 : 0               | Бахами                   | Квалификације за Златни куп Конкакафа 2021. | TBD       |
| 2. и 3. јул 2021. | Бермуди           | 8 : 1               | Барбадос                 | Квалификације за Златни куп Конкакафа 2021. | TBD       |
| 6. јул 2021       | Хаити             | 4 : 1               | Бермуди                  | Квалификације за Златни куп Конкакафа 2021. | TBD       |
| 6. јул 2021       | Гватемала         | 1 : 1 (пен. 9 : 10) | Гваделуп                 | Квалификације за Златни куп Конкакафа 2021. | TBD       |
| 6. јул 2021       | Тринидад и Тобаго | 1 : 1 (пен. 8 : 7)  | Француска Гвајана        | Квалификације за Златни куп Конкакафа 2021. | TBD       |
| 27. март 2022     | Гватемала         | 2 : 1               | Хаити                    | Пријатељска                                 | TBD       |